# Koyyuru
Koyyuru là mộ mandal thuộc huyện Visakhapatnam, bang Andhra Pradesh.

## Geography
Koyyuru is located at 17°40′00″B 82°14′00″Đ / 17,6667°B 82,2333°Đ. It has an average elevation of 275 meters (905 feet).